# Мазурівка (роз'їзд)
Мазурівка — залізничний роз'їзд Полтавської дирекції Південної залізниці на неелектрифікованій лінії Ромодан — Кременчук між станцією Терешківка (4,4 км) та зупинним пунктом Платформа 272 км (2,9 км). Розташований за 1 км від села Вільна Терешківка Кременчуцького району Полтавської області.

## Пасажирське сполучення
На роз'їзді Мазурівка зупиняються приміські поїзди сполученням Кременчук — Ромодан / Гадяч.